# Romário Santos Pires
Romário Santos Pires, ou apenas Romário (Rio de Janeiro , 16 de janeiro de 1989), é um ex-futebolista brasileiro que atuava como volante . Atualmente é treinador do Petrolul 95 da Romênia.

## Carreira
Revelado nas divisões de base do clube, integrou o Botafogo B em junho de 2008, que disputou amistosos e o torneio OBI Cup na Suíça. Esta foi sua primeira experiência de jogo com atletas profissionais do Botafogo, mesmo a viagem tendo sido realizada apenas com reservas. Seu bom desempenho na excursão chamou a atenção do treinador Ney Franco, que o chamou para o time principal que disputa o Campeonato Brasileiro 2008. No entanto, para ganhar mais experiência o jogador foi emprestado ao Boavista para a disputa do Campeonato Brasileiro Série C. 
Em 2009, o jogador retornou ao Botafogo para a disputa do Campeonato Carioca de Juniores. Em agosto daquele ano, foi emprestado ao Botafogo-PB.
Em 2010, foi emprestado ao Olaria até maio, para a disputa do Campeonato Carioca. Em maio acertou empréstimo com o Duque de Caxias para a disputa da Série B.
Após 3 meses e apenas uma partida disputada, o jogador acertou com o Marcílio Dias.

## Títulos
Petrolul Ploiești
- Copa da Romênia: 2012–13

Maccabi Haifa
Copa do Estado de Israel: 2015–16